# Шальвата
Шальвата (ивр. המרכז לבריאות הנפש שלוותה‎) — центр психического здоровья в Ход-ха-Шароне, Израиль.
Центр «Шальвата» в Ход-ха-Шароне основан в 1956 году. Имеет несколько отделений: скорой помощи, психиатрическое отделение для взрослых и отделение для детей. Амбулаторное отделение включает клиники для взрослых и детей.
Здесь впервые был применен коллективный метод в подходе лечения психических расстройств.
Аффилирован с Саклеровской медицинской школой Тель-Авивского университета.
Имеет филиалы в Раанане, Тель-Монде, Кфар-Сабе.
Проводятся различные исследования в области психиатрии.
Имеет 114 коек. Входит в структуру Клалит.
В центре используют различные методы для лечения: групповая психотерапия, индивидуальная психотерапия, арт-терапия, лечение движением, музыкальная терапия, семейная терапия и другие.
В Шальвата есть школа для пациентов, где занимаются ученики в возрасте 12 — 18 лет, всего около 50 человек, по 8 человек в классе. Лечение проводится с помощью музыки, искусства, движения, животных и спорта.